# Pavel Horák (kézilabdázó)
Pavel Horák (Přerov, 1982. november 28. –) cseh válogatott kézilabdázó. Részt vett a 2015-ös világbajnokságon és a 2018-as Európa-bajnokságon.

## Pályafutása

### Klubcsapatban
Pavel Horák szülővárosának csapatában, a HC Přerovban kezdett kézilabdázni. 1996-ban a Baník Karvinához igazolt, ahol 2001-ben mutatkozott be a bajnokságban. 2001-ben, 2002-ben, 2004-ben, 2005-ben és 2006-ban bajnoki címet nyert az együttessel, emellett 2001-ben és 2002-ben a kupagyőzelmet is megszerezte csapatával. 2006-ban a német másodosztályban szereplő Ahlener SG szerződtette, de egy évvel később már a Bundesligában szereplő Frisch Auf Göppingen játékosa volt. 2011-ben és 2012-ben EHF-kupát nyert a Göppingennel, ahol hat szezont töltött el összesen
A 2013-2014-es idény előtt a Füchse Berlin játékosa lett. 2015-ben a fővárosi csapattal is EHF-kupát nyert, 2016 nyarán pedig a másodosztályú HC Erlangenben folytatta pályafutását. 2017-ben a fehérorosz Meskov Breszthez igazolt.

## Statisztikája a németBundesligában
| Szezon    | Csapat               | Bajnokság  | Pályára lépés | Gól | Hétméteres gólok | Akciógólok |
| --------- | -------------------- | ---------- | ------------- | --- | ---------------- | ---------- |
| 2007-08   | Frisch Auf Göppingen | Bundesliga | 32            | 111 | 5                | 106        |
| 2008-09   | Frisch Auf Göppingen | Bundesliga | 34            | 160 | 5                | 155        |
| 2009-10   | Frisch Auf Göppingen | Bundesliga | 8             | 18  | 0                | 18         |
| 2010-11   | Frisch Auf Göppingen | Bundesliga | 20            | 91  | 0                | 91         |
| 2011-12   | Frisch Auf Göppingen | Bundesliga | 26            | 112 | 0                | 112        |
| 2012-13   | Frisch Auf Göppingen | Bundesliga | 26            | 132 | 0                | 132        |
| 2013-14   | Füchse Berlin        | Bundesliga | 22            | 78  | 0                | 78         |
| 2014-15   | Füchse Berlin        | Bundesliga | 24            | 54  | 0                | 54         |
| 2007–2015 | Összesen             | Bundesliga | 192           | 756 | 10               | 746        |

## Sikerei, díjai

### Baník Karviná
- Cseh bajnok (4): 2002, 2004, 2005, 2006

### Frisch Auf Göppingen
- EHF-kupa-győztes (2): 2011, 2012

### Füchse Berlin
- Német bajnok (1): 2014
- EHF-kupa-győztes (1): 2015
- IHF-szuperkupa-győztes (1): 2015

### HC Erlangen
- Német másodosztályú bajnok (1): 2016